# 1998 en musique
| \| • Retour à la chronologie générale de la musique populaire • \| |
| XXIe siècle • XXe siècle • XIXe siècle • XVIIIe siècle XVIIe siècle • XVIe siècle • XVe siècle • XIVe siècle XIIIe siècle • XIIe siècle • XIe siècle • Xe siècle IXe siècle • VIIIe siècle • Haut Moyen Âge • Rome • Grèce |
| • Retour à la chronologie générale de la musique populaire • |

| • Retour à la chronologie générale de la musique populaire • |

| Années de la musique populaire : 1995 - 1996 - 1997 - 1998 - 1999 - 2000 - 2001    |
| Décennies de la musique populaire : 1960 - 1970 - 1980 - 1990 - 2000 - 2010 - 2020 |

Cet article présente les faits marquants de l'année 1998 en musique.

## Faits marquants

### En France
- Environ 40 millions de singles et 118 millions d'albums sont vendus en France en 1998[1].
- Premiers succès de -M- (Machistador) et Matmatah (Lambé An Dro).
- Michel Sardou se produit du 13 janvier au 1er février à Bercy.
- Jean-Jacques Goldman se produit durant 22 soirs au Zénith de Paris.
- 25 juillet : Inauguration du Stade de France par The Rolling Stones, avec Jean-Louis Aubert en première partie.
- Johnny Hallyday chante pour la première fois au Stade de France les 5, 6 et 11 septembre.
- 19 septembre : Première Techno Parade à Paris.
- Le clip de Zazie, Ça fait mal et ça fait rien, est censuré.
- Pascal Obispo réunit 40 artistes sur l’album Ensemble contre le Sida, dont est extrait la chanson Sa raison d’être.
- La comédie musicale Notre-Dame de Paris connaît un énorme succès : la chanson Belle reste 18 semaines no 1.
- Décès de Nino Ferrer.

### Dans le monde
- George Michael parodie ses déboires judiciaires avec le clip controversé de Outside.
- Succès international de Shania Twain avec l'album Come on over, qui devient l'album le plus vendu de tous les temps pour une chanteuse.
- Décès de Frank Sinatra.

## Disques sortis en 1998
- Albums sortis en 1998
- Singles sortis en 1998

## Succès de l'année en France (Singles)

### Chansons classées Numéro 1
Cette liste présente, par ordre chronologique, tous les titres s'étant classés à la première place du Top 50 durant l'année 1998.
- Andrea Bocelli et Hélène Ségara : Vivo per lei
- Céline Dion : My heart will go on
- Ricky Martin : La copa de la vida
- Manau : La tribu de Dana
- Daniel Lavoie, Patrick Fiori et Garou : Belle

### Chansons francophones
Cette liste présente, par ordre alphabétique, tous les titres francophones s'étant classés parmi les 10 premières places du Top 50 durant l'année 1998.
- Air : Sexy Boy
- Allan Theo : Emmène-moi
- Allan Theo : Lola
- Alliage & Boyzone : Te garder près de moi
- Andrea Bocelli & Hélène Ségara : Vivo per lei
- Axelle Red : Rester femme
- Bruno Pelletier : Le temps des cathédrales
- Carole Fredericks & Poetic Lover : Personne ne saurait
- Céline Dion : S’il suffisait d’aimer
- Daniel Lavoie, Patrick Fiori & Garou : Belle
- Faudel : Dis-moi
- Florent Pagny : Savoir aimer
- Jessy : La ola (Tout le monde se lève)
- Johnny Hallyday : Ce que je sais
- Lââm : Chanter pour ceux qui sont loin de chez eux
- Lara Fabian : Je t’aime
- Lara Fabian : Si tu m’aimes
- Les Finalistes : 1 et 2 et 3 - 0
- Louise Attaque : Ton invitation
- Manau : La tribu de Dana
- Manau : Panique celtique
- Manau : Mais qui est la belette ?
- Ménélik : Bye-bye
- Passi : Je zappe et je mate
- Passi : Le monde est à moi
- Patrick Sébastien : La fiesta
- Stomy Bugsy : Mon papa à moi est un gangster
- Suprême NTM : Ma Benz

### Chansons non francophones
Cette liste présente, par ordre alphabétique, tous les titres non francophones s'étant classés parmi les 10 premières places du Top 50 durant l'année 1998.
- 666 : Alarma
- 666 : Diablo
- 666 : Amokk
- Aerosmith : I don’t want to miss a thing
- All Saints : Never ever
- Aqua : Barbie Girl
- Aqua : My oh my
- Brandy & Monica : The boy is mine
- Céline Dion : My heart will go on
- Cher : Believe
- Coumba Gawlo Seck : Pata Pata
- Da Hool : Meet her at the love parade
- Daniela Mercury : Rapunzel
- Des'ree : Life
- DJ Fred & Arnold T : Pop hertz
- Eros Ramazzotti & Tina Turner : Cose della vita
- Havana Delirio 1830 : Carnavalera
- Hermes House Band : I will survive
- Janet Jackson : Together again
- Jennifer Paige : Crush
- Madonna : Frozen
- Mariah Carey : My all
- Mariah Carey & Whitney Houston : When you believe
- Modern Talking : You’re my heart, you’re my soul
- Modern Talking : Brother Louie
- Natalie Imbruglia : Torn
- Nathalie Cardone : Hasta siempre
- Nomads : Yakalelo
- Pills : Rock me
- Puff Daddy & Jimmy Page : Come with me
- Queen : We are the champions
- Rachid Taha, Khaled & Faudel : Abdel Kader
- Ricky Martin : La copa de la vida
- Robbie Williams : Angels
- Savage Garden : Truly, madly, deeply
- S.O.A.P. : This is how we party
- Stardust : Music sounds better with you
- Sweetbox : Everything’s gonna be alright
- Tarkan : Şımarık
- The Tamperer featuring Maya : Feel it
- Tina Arena & Marc Anthony : I want to spend my lifetime loving you
- Ultimate Kaos : Casanova
- Warren G : Prince Igor

## Succès de l'année en France (Albums)
Cette liste présente, par ordre alphabétique, les albums sortis en 1998 ayant obtenu une certification Platine ou Diamant en France.

### Disques de diamant (Plus d'un million de ventes)
- Céline Dion : S'il suffisait d'aimer
- Manau : Panique celtique
- Manu Chao : Clandestino
- Notre-Dame de Paris

### Triples disques de platine (Plus de 900.000 ventes)
- Madonna : Ray of Light
- Pierre Bachelet : Le meilleur
- Tina Arena : In deep

### Doubles disques de platine (Plus de 600.000 ventes)
- Ensemble contre le Sida
- George Michael : Ladies & gentleman: The best of
- Johnny Hallyday : Ce que je sais
- Enfoirés en cœur
- Mano Negra : Best of
- Mariah Carey : Number 1's
- Phil Collins : Hits
- Suprême NTM : Suprême NTM
- The Offspring : Americana
- U2 : The Best of 1980-1990
- Whitney Houston : My love is your love
- Zebda : Essence ordinaire

### Disques de platine (Plus de 300.000 ventes)
- Alain Bashung : Fantaisie militaire
- Billy Paul : The very best of
- Cher : Believe
- Dire Straits : Sultans of Swing
- Étienne Daho : Singles
- Fatboy Slim : You've come a long way, baby
- Lara Fabian : Live 98
- Lauryn Hill : The Miseducation of Lauryn Hill
- Luz Casal : Best of
- Maurane : L'un pour l'autre
- Modern Talking : Back for good
- Pascal Obispo : Live 98
- Pierpoljak : Kingston Karma
- Shania Twain : Come on over
- Tryo : Mamagubida

## Succès internationaux de l’année
Cette liste présente, par ordre alphabétique, les trente titres et albums ayant eu le plus de succès dans les charts internationaux en 1998,.

### Singles
- Aerosmith : I don’t want to miss a thing
- Alanis Morissette : Thank U
- All Saints : Never ever
- B*Witched : C'est la vie
- Boyzone : No Matter What
- Brandy & Monica: The boy is mine
- Céline Dion : My heart will go on
- Cher : Believe
- Des'ree : Life
- Emilia : Big big world
- Janet Jackson : Together again
- Jennifer Paige : Crush
- K-Ci & JoJo : All my life
- Lauryn Hill : Doo Wop (That Thing)
- LeAnn Rimes : How do I live?
- Madonna : Frozen
- Madonna : Ray of light
- Mariah Carey & Whitney Houston : When you believe
- Natalie Imbruglia : Torn
- Next : Too close
- Pras Michel : Ghetto supastar (That is what you are)
- Ricky Martin : La copa de la vida
- Run–DMC & Jason Nevins : It's like that
- Savage Garden : Truly, madly, deeply
- Shania Twain : You're still the one
- Spice Girls : Viva forever
- Spice Girls : Goodbye
- The Goo Goo Dolls : Iris
- U2 : Sweetest thing
- Will Smith : Gettin' jiggy wit it

### Albums
- Alanis Morissette : Supposed former infatuation junkie
- Armageddon
- Bee Gees : One night only
- Céline Dion : These are special times
- Cher : Believe
- Eric Clapton : Pilgrim
- Fatboy Slim : You've come a long way, baby
- Garbage : Version 2.0
- Garth Brooks : Double live
- George Michael : Ladies & gentleman: The best of
- James Horner : Titanic
- Korn : Follow the leader
- La Cité des anges
- Lauryn Hill : The Miseducation of Lauryn Hill
- Madonna : Ray of Light
- Mariah Carey : Number 1's
- Marilyn Manson : Mechanical animals
- Massive Attack : Mezzanine
- Metallica : Garage inc.
- Natalie Imbruglia : Left of the middle
- Pearl Jam : Yield
- Phil Collins : Hits
- R Kelly : R.
- R.E.M. : Up
- Shania Twain : Come on over
- The Beastie Boys : Hello nasty
- The Smashing Pumpkins : Adore
- U2 : The Best of 1980-1990
- Vonda Shepard : Songs from Ally McBeal
- Whitney Houston : My love is your love

## Récompenses
- États-Unis : 41e cérémonie des Grammy Awards
- États-Unis : American Music Awards 1998 (en)
- États-Unis : 1998 MTV Video Music Awards (en)
- Europe : 1998 MTV Europe Music Awards (en)
- Europe : Concours Eurovision de la chanson 1998
- France : 14e cérémonie des Victoires de la musique
- Québec : 20e gala des prix Félix
- Royaume-Uni : Brit Awards 1998

## Formations et séparations de groupes
- Groupe de musique formé en 1998
- Groupe de musique séparé en 1998

## Naissances
- 6 janvier : Luv Resval, Rappeur français († 21 octobre 2022).
- 8 janvier : Bekar, rappeur et chanteur français
- 23 janvier : XXXTentacion, de son vrai nom Jahseh Dwayne Onfroy,  auteur-compositeur-interprète américain († 18 juin 2018).
- 2 février : B.B. Jacques, rappeur français
- 9 février : Marina Kaye, auteure-compositrice-interprète française.
- 10 février : Larry, rappeur français
- 11 février : Khalid, chanteur, auteur-compositeur-interprète américain.
- 18 février : Matthew Davidson, guitariste, chanteur et compositeur américain.
- 17 mars : Beendo Z, rappeur et chanteur français
- 20 avril : Capo Plaza, rappeur et chanteur italien
- 31 mai : Zwangere Guy, rappeur belge
- 31 mai : Milano, rappeur et chanteur franco-marocain
- 3 juin : Myles Smith, chanteur et guitariste britannique de folk
- 4 juin : Central Cee, rappeur et chanteur britannique
- 5 juin : Dave, rappeur, chanteur et acteur britannique
- 8 juillet : Jaden Smith, acteur, mannequin, danseur, auteur-compositeur-interprète américain (fils de Will Smith)
- 8 août : Shawn Mendes, auteur-compositeur-interprète canadien.
- 25 octobre : Danyl, rappeur et chanteur franco-algérien
- 6 novembre : Miki, autrice-compositrice-interprète franco-coréenne.
- 2 décembre : Juice Wrld, rappeur américain († 8 décembre 2019)
- 16 décembre : Frenetik, rappeur et chanteur belge

## Décès
- 15 janvier : Junior Wells, chanteur et harmoniciste de blues américain.
- 19 janvier : Carl Perkins, chanteur de rock 'n' roll américain.
- 6 février : Falco, chanteur autrichien.
- 6 février : Carl Wilson, guitariste du groupe de rock américain The Beach Boys.
- 13 mars : Judge Dread, chanteur de reggae et de ska britannique.
- 19 mars : Catherine Sauvage, chanteuse et comédienne française.
- 2 avril : Rob Pilatus, chanteur allemand, membre du duo Milli Vanilli.
- 3 avril : Alvin Tyler, saxophoniste et arrangeur de rhythm and blues américain.
- 5 avril : Cozy Powell, batteur de rock britannique
- 6 avril : Tammy Wynette, chanteuse de musique country américaine.
- 6 avril : Wendy O. Williams, chanteuse de punk et de metal américaine.
- 14 avril : Dorothy Squires, auteur, compositeur et chanteuse galloise.
- 2 mai : Hideto Matsumoto, chanteur et guitariste japonais.
- 4 mai : Tommy McCook, saxophoniste, flûtiste, compositeur et arrangeur jamaïcain.
- 14 mai : Frank Sinatra, chanteur et acteur américain.
- 25 juin : Lounès Matoub, chanteur, musicien, auteur et compositeur kabyle algérien.
- 13 août : Nino Ferrer, chanteur français.
- 29 août : Charlie Feathers, chanteur de rockabilly américain.
- 9 septembre : Lucio Battisti, chanteur italien.
- 26 septembre : Betty Carter, chanteuse américaine de jazz.
- 1er octobre : Pauline Julien, chanteuse, auteure, compositrice et actrice québécoise.
- 2 octobre : Gene Autry, chanteur de country américain.
- 14 octobre : Frankie Yankovic, accordéoniste américain.
- 29 octobre : Paul Misraki, compositeur, auteur et chanteur français.
- 12 novembre : Kenny Kirkland, claviériste de jazz américain.
- 17 novembre : Reinette l'Oranaise, chanteuse et compositrice algérienne.
- 20 novembre : Roland Alphonso, saxophoniste jamaïcain.
- 29 novembre : Pepe Kalle, chanteur congolais.
- 11 décembre : Lynn Strait, chanteur du groupe Snot.
- 12 décembre : Orion, chanteur de rock 'n' roll américain.
- 25 décembre : Bryan MacLean, guitariste, chanteur et compositeur de rock américain.